# Lancer du javelot féminin aux championnats du monde d'athlétisme 1983
Navigation
Rome 1987
L'épreuve du lancer du javelot féminin des championnats du monde d'athlétisme 1983 s'est déroulée les v dans le Stade olympique d'Helsinki, en Finlande. Elle est remportée par la Finlandaise Tiina Lillak.

## Résultats

### Finale
| Rang               | Athlète             | Pays                 | Essais | Essais | Essais | Essais | Essais | Essais | Marque   |
| Rang               | Athlète             | Pays                 | 1      | 2      | 3      | 4      | 5      | 6      | Marque   |
| ------------------ | ------------------- | -------------------- | ------ | ------ | ------ | ------ | ------ | ------ | -------- |
| Médaille d'or      | Tiina Lillak        | Finlande             | 67.34  | 59.04  | 63.24  | 63.56  | 67.46  | 70.82  | 70,82 m  |
| Médaille d'argent  | Fatima Whitbread    | Royaume-Uni          | 69.14  | X      | 64.48  | X      | 61.78  | X      | 69,14 m  |
| Médaille de bronze | Anna Verouli        | Grèce                | X      | 61.74  | 62.38  | 63.08  | 65.72  | X      | 65.,72 m |
| 4                  | Tessa Sanderson     | Royaume-Uni          | 64.76  | 63.66  | 63.94  | 64.10  | 64.00  | 59.74  | 64,76 m  |
| 5                  | Éva Ráduly-Zörgő    | Roumanie             | 63.38  | 60.32  | 57.36  | 60.92  | 63.86  | 61.80  | 63,86 m  |
| 6                  | Tuula Laaksalo      | Finlande             | 50.50  | 62.44  | X      | 56.52  | X      | 59.04  | 62.,44 m |
| 7                  | Beate Peters        | Allemagne de l'Ouest | 59.22  | X      | 62.42  | X      | 59.30  | X      | 62,42 m  |
| 8                  | María Caridad Colón | Cuba                 | 61.52  | 62.04  | 56.96  | 57.34  | 57.88  | 56.32  | 62,04 m  |
| 9                  | Petra Felke-Meier   | Allemagne de l'Est   | X      | 61.82  | 62.02  |        |        |        | 62,02 m  |
| 10                 | Karin Smith         | États-Unis           | 56.76  | X      | 59.76  |        |        |        | 59,76 m  |
| 11                 | Antje Kempe-Zollkau | Allemagne de l'Est   | 58.82  | X      | 54.84  |        |        |        | 58,82 m  |
| 12                 | Mayra Vila          | Cuba                 | 57.60  | 53.72  | 57.80  |        |        |        | 57,80 m  |

## Légende
Records et Performances
- AR : Record continental (area record)
- CR : Record des championnats (championship record)
- MR : Record du meeting (meet record)
- NR : Record national (national record)
- OR : Record olympique (olympic record)
- PR : Record paralympique (paralympic record)
- PB : Record personnel (personal best)
- SB : Meilleure performance personnelle de la saison (season's best)
- WL : Meilleure performance mondiale de l'année (world leader)
- WJR : Record du monde junior (world junior record)
- WR : Record du monde (world record)

Circonstances et Conditions
- DNF : N'a pas terminé (did not finish)
- DNS : N'a pas pris le départ (did not start)
- DQ : Disqualification (disqualification)
- NM : Aucun essai valable enregistré (No Mark)
- Q : Qualifié « directement » au prochain tour (ou à la prochaine compétition), lors d'une compétition majeure, grâce au classement ou à la réalisation des minima (automatic qualifier)
- q : Qualifié au prochain tour (ou à la prochaine compétition), lors d'une compétition majeure, grâce au repêchage ou à la réalisation de l'une des meilleures performances parmi celles des « non qualifiés directement » (grâce au meilleur temps ou à la meilleure distance par exemple) (secondary qualifier)